# Vindelns folkhögskola
Vindelns folkhögskola ligger mellan Vindelns Resecenter och Vindelälven i Vindeln i Västerbotten. Skolan har cirka 200 studerande med ett 60-tal boende på skolans internat med möjlighet att ha husdjur. Lokalerna är tillgängliga för rullstolsburna samt syn- och hörselskadade. Skolan har filialer i Lycksele, Umeå och Åsele.

## Skolans verksamhet

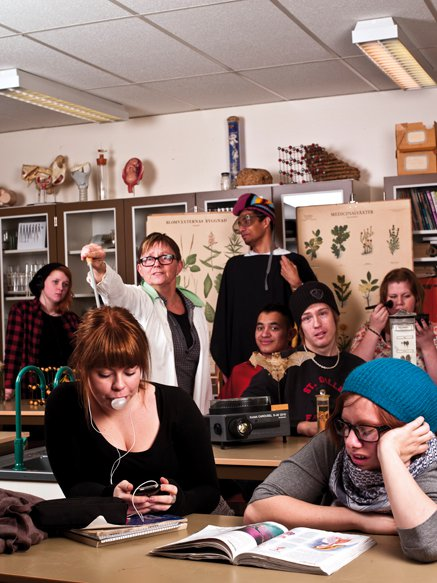
Allmän kurs vid Vindelns folkhögskola.

Skolan bedriver 2015 utbildning på gymnasial nivå för att kunna söka vidare till högre studier. De olika kurserna är inriktade på allmänna, kreativa och hälsopedagogiska ämnen. Skolan här även synkurser för äldre synskadade.
- Allmän kurs i Umeå
- Allmän kurs i Vindeln
- Allmän kurs i Åsele
- Hantverk: Byggnadsvård
- Hantverk: Trä och smide
- Hantverk: Färg och form i inredning
- Hälsopedagog
- Expo-akademin (i samarbete med Stiftelsen Expo)
- Reklam: Art director eller copywriter
- Synkurser (för pensionärer)

Huvudman för Vindelns folkhögskola är Västerbottens läns landsting.

## Historia
Vindelns folkhögskola började sin verksamhet 1905. Det var den första folkhögskolan i länet, men Västerbottens län var det sista i landet som inrättade en folkhögskola.

### Rektorer[1]
- 1905–1928 A. Theodor Vifell
- 1928–1938 David Jacobsson
- 1938–1948 Fredrik Borelius
- 1948–1958 Carl Segerståhl
- 1958 Nils Ståhlberg (vikarie)
- 1958–1966 Bengt Grimlund
- 1966–1967 Stig Kihlberg (vikarie)
- 1967–1972 Sven Dahl
- 1972–1991 Viking Winbäck
- 1991–1997 Gunhild Hellström
- 1997–2007 Per Sjögren
- 2007–2008 Bodil Strömberg
- 2008–2018 Anna Sjödin
- 2018– Malin Berglund

### Kurser
Inom samma skolområde inrättades 1906 en lantmannaskola som var i verksamhet fram till början av 1960-talet. År 1913 startades en lanthushållsskola som bedrev sin verksamhet fram till mitten av 1970-talet. Båda dessa skolor hade egna styrelser och rektorer, men hade lokalmässigt och personellt ett nära samarbete med folkhögskolan.
Fram till hösten 1922 gavs en manlig vinterkurs från november till och med april och en kvinnlig sommarkurs från maj till augusti. Vinterkursen blev öppen för kvinnor från och med hösten 1922 och den kvinnliga sommarkursen bibehölls fram till läsåret 1962/63. Genom åren har ett flertal kurser getts vid folkhögskolan, till exempel:
- Så kallade flyttande skolkökskurser i olika byar i Västerbotten, fram till 1939
- Skolkökskurs för lärarinnor
- Trädgårdskurs 1932–1975
- Gymnastik-, ungdomsledar- och friluftsledarkurser under ett stort antal somrar
- Hantverkskurs 1951–1954
- Så kallat sommaruniversitet med kurser i bland annat statskunskap, sociologi och miljövård
- Fritidsledarlinje 1975–2003
- Aktiveringskurs 1988–1994
- Byggnadsvård 1998–2000, 2008–
- Synkurs för äldre synskadade 1982–
- Slöjdlinje 1979–
- Hälsocoach – tidigare friskvårdslinje, hälsoinspiratör – 1990–
- Allmän kurs i Umeå vårterminen 1993–
- Under somrarna anordnas kortkurser.

### Byggnader[2]
- 1905 Hvilan
- 1906 Tånga
- 1928 Täppan
- 1936 Skolbyggnaden och gymnastiken
- 1946 Hellas och Roma
- 1950 Tuna
- 1964 Svitjod och Arkadien (Arkan)
- 1978 Valhall
- 1979 Tånga, nya delen